# Biały karzeł
Biały karzeł – niewielki (rzędu rozmiarów Ziemi) obiekt astronomiczny składający się ze zdegenerowanej materii, emitujący m.in. promieniowanie widzialne. Powstaje po ustaniu reakcji jądrowych w gwieździe o małej lub średniej masie. Mało masywne gwiazdy (od 0,08 do 0,4 M☉) nie osiągają w trakcie swojej ewolucji warunków wystarczających do zapłonu helu w reakcjach syntezy termojądrowej i powstają z nich białe karły helowe. Średnio masywne gwiazdy (od 0,4 do ok. 4 mas Słońca) spalają hel, dając białe karły węglowe lub węglowo-tlenowe. Pozostałością gwiazd o masach w zakresie 4-8 mas Słońca (na ciągu głównym) są białe karły z domieszką tlenu, neonu i magnezu.

## Historia odkrycia

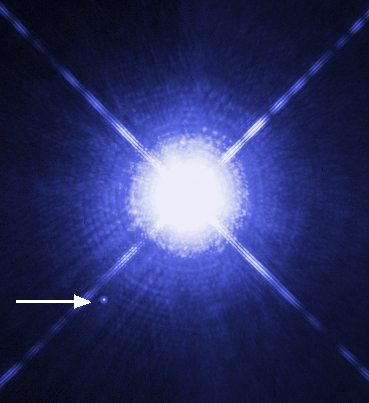
Syriusz jest gwiazdą podwójną; strzałka wskazuje białego karła, Syriusza B

Pierwszym znanym białym karłem była gwiazda 40 Eridani B, odkryta w 1783 roku przez Williama Herschela. W 1862 roku Alvan Graham Clark odkrył bardzo słabo świecącego towarzysza Syriusza (alfa Canis Majoris). Dopiero w XX wieku ustalono jednak, że towarzysz Syriusza, nazywany Syriuszem B ma temperaturę powierzchniową około 25 000 K. Jego jasność jest znacznie mniejsza niż Syriusza A, stąd jego powierzchnia musi być znacznie mniejsza. Pozwala to stwierdzić, że średnica Syriusza B jest rzędu średnicy Ziemi. Analiza orbity Syriusza B pozwala wyznaczyć masę gwiazdy, jest ona tego samego rzędu co masa Słońca. Oznacza to, że gęstość Syriusza B jest ogromna.

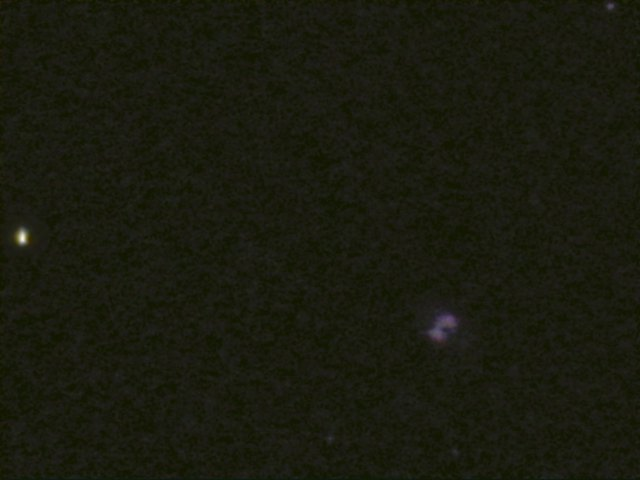
NGC 2440 – kokon z młodym białym karłem

Wkrótce odkryto inne białe karły i zdano sobie sprawę, że występują często w naszej Galaktyce.
W 1926 roku Ralph Fowler wytłumaczył ogromną gęstość białych karłów opisując własności zdegenerowanego gazu elektronowego poprzez zastosowanie statystyki Fermiego-Diraca opracowanej kilka miesięcy wcześniej. W oparciu o tę statystykę zastosowaną do relatywistycznego gazu elektronowego w białym karle, Subramanyan Chandrasekhar w 1930 roku w swoim artykule The maximum mass of ideal white dwarfs wyprowadził wzór na masę maksymalną białego karła i obliczył, że jest ona rzędu 1,2–1,4 masy Słońca. W 1983 roku otrzymał za to nagrodę Nobla z fizyki.

## Właściwości
Gwiazda macierzysta podczas spalania wodoru w otoczce zwiększa promień (stadium czerwonego olbrzyma), zaś zewnętrzne warstwy po oddzieleniu się stają się mgławicą planetarną z gorącym jądrem (powstałym po błysku helowym), zawierającym często głównie tlen i węgiel. Jądro to, nie produkując energii, stopniowo ochładza się poprzez wypromieniowywanie nagromadzonego ciepła. Zmniejszone ciśnienie promieniowania po ustaniu reakcji termojądrowych we wnętrzu sprawia, że obiekt zapada się pod własnym ciężarem osiągając ogromną gęstość – rzędu 108 gramów na centymetr sześcienny; gwiazda o masie Słońca staje się wówczas kulą o promieniu porównywalnym z ziemskim. Dalszemu zapadaniu białego karła przeciwstawia się jedynie ciśnienie materii, w tym elektronów. Maksymalna masa stabilnego białego karła nazywana jest granicą Chandrasekhara i wynosi 1,44 masy Słońca. Po przekroczeniu tej wielkości w układach podwójnych w wyniku akrecji materii z drugiego składnika układu, biały karzeł wybucha jako supernowa typu Ia lub (hipotetycznie) w procesie tzw. cichej supernowej, pozostawiając po sobie gwiazdę neutronową. Wspomniany przepływ (akrecja) musi być jednak dużo intensywniejszy niż w przypadku nowych, znacznie zwiększający całkowitą masę gwiazdy i znoszący degenerację materii w białym karle, co umożliwia zapoczątkowanie syntezy bardziej masywnych pierwiastków. W stanie pozbawionym degeneracji poprawnym opisem stanu materii w gwieździe jest rozkład Boltzmanna lub Fermiego-Diraca, ale w zakresie temperatur znacznie wyższych niż temperatura Fermiego.
W przypadku białego karła nieakreującego materii, jego temperatura zmniejsza się, aż przestaje być widoczny – staje się czarnym karłem. Jednakże szacowany wiek Wszechświata jest zbyt krótki (ok. 14 mld lat), by takie obiekty zdążyły powstać nawet z najdłużej istniejących białych karłów.

Schematy budowy białych karłów różnych typów

Szacowane masy znanych białych karłów mieszczą się w zakresie od 0,17 do 1,33 masy Słońca, zaś najbardziej typowe masy większości z nich to od 0,5 do 0,7 masy Słońca. Typowo więc wokół węglowo-tlenowego jądra znajdują się cienkie powłoki pozostałego helu i wodoru. W zależności od składu atmosfery, wyróżnia się wiele typów widmowych, przede wszystkim białe karły o atmosferze wodorowej (typ DA) lub helowej (typy DB i DO).

Zależność promienia od masy białego karła w modelu nierelatywistycznym i relatywistycznym. M_{Ch} – granica Chandrasekhara

Dla modeli politropowych można wyprowadzić zależność między masą a promieniem białego karła. W przypadku nierelatywistycznym, ciśnienie zdegenerowanych elektronów zależy od gęstości materii w potędze 5/3. Ponieważ większa masa
oznacza większą siłę grawitacyjną, której przeciwdziałać musi ciśnienie, to zachodzi zależność:
{\displaystyle R\sim {\frac {1}{M^{1/3}}},}
a zatem wraz ze wzrostem masy białego karła jego promień maleje.
W przypadku skrajnie relatywistycznym, elektrony poruszają się z prędkościami bliskimi prędkości światła w próżni i ciśnienie jest proporcjonalne do gęstości w potędze 4/3. Dla masy zbliżającej się do granicy Chandrasekhara, promień białego karła dąży do zera.
Temperatury powierzchniowe najgorętszych białych karłów sięgają 150 000 K. Gwiazdy te mogą być źródłem miękkiego promieniowania rentgenowskiego. Na podstawie obserwacji polaryzacji promieniowania stwierdzono, że niektóre białe karły posiadają pola magnetyczne o natężeniach od 2000 do miliarda gausów.

## Białe karły w układach podwójnych
Biały karzeł w układzie podwójnym gwiazd akreuje masę z towarzysza. Na jego powierzchni może wówczas dochodzić do eksplozji termojądrowych wskutek fuzji wodoru – pojaśnienie takiej gwiazdy obserwujemy jako nową.
Słabsze, cykliczne pojaśnienia białego karła są znane jako zjawisko nowej karłowatej. Dochodzi do nich wskutek niestabilności w dysku akrecyjnym.
Biały karzeł znajdujący się w nietypowym układzie AR Scorpii cechuje się bardzo silnym polem magnetycznym, które przyspiesza cząstki powodując emisję wiązek promieniowania o szerokim spektrum energetycznym, podobnie jak dzieje się to w przypadku pulsarów. Wiązka regularnie omiata towarzyszącego mu czerwonego karła, powodując silne wahania jasności układu. Jest to jedyny znany biały karzeł emitujący fale radiowe.
Obecność białych karłów w układach podwójnych pozwala na określenie ich najważniejszych parametrów fizycznych. Jednym z najbardziej masywnych i najszybciej rotujących białych karłów jest pulsujący w promieniach X składnik układu HD 49798/RX J0648.0–4418. Ma on masę 1,28 ± 0,05 M☉ i rotuje z okresem 13,2 s. Górna granica promienia gwiazdy została określona na 6000 km, co jest zgodne z przewidywanym promieniem dla masywnych tlenowo-neonowych białych karłów (3000 km dla M=1,2 M☉).

## Aksjony
Istnieje pewna teoretyczna rozbieżność pomiędzy obserwowalną jasnością białych karłów a teoretycznym modelem powstawania tych gwiazd. W 2008 roku opublikowano wyniki badań, w których postawiono hipotezę, że ta niewielka rozbieżność może być wytłumaczona emitowaniem przez białe karły hipotetycznych cząsteczek subatomowych zwanych aksjonami. Należy zaznaczyć, że istnienie aksjonów nie zostało jak dotąd w żaden sposób potwierdzone.

## Wybrane białe karły
- J0917+46A – biały karzeł o najmniejszej masie (0,17 M☉)
- RE J0317-853 – biały karzeł o największej masie (1,35 M☉)
- Syriusz B – najbliższy Ziemi biały karzeł
- KPD 0005+5106 – najgorętszy znany biały karzeł (200 000 K)
- PSR J2222-0137 – najchłodniejszy znany biały karzeł (<3000 K)
- G29-38 – pulsujący biały karzeł